# Хейл, Барбара
Барбара Хейл (англ. Barbara Hale; 18 апреля 1922, Де-Калб, Иллинойс, США — 26 января 2017, Шерман-Окс, Калифорния, США) — американская актриса, наиболее известная по роли Деллы Стрит, секретарши детектива Перри Мейсона в одноимённом сериале.

## Биография
Родилась в семье Лютера Эзра Хейла и его жены Уиллы, предки которых были выходцами из Ирландии и Шотландии. Среднее образование она получила в соседнем городе Рокфорд, а после обучения в Школе изящных искусств в Чикаго дебютировала в кино в 1943 году.
Хотя за свою карьеру так и не стала ведущей киноактрисой, она всё же часто появлялась на большом экране, в том числе в картинах «Выше и выше» (1943), «Сокол в Голливуде» (1944), «Мальчик с зелёными волосами» (1948), «Джолсон снова поёт» (1949), «Окно» (1949), «Лёгкая мишень» (1949), «Лорна Дун» (1951), «Семинолы» (1953), «Хьюстонская история» (1956), «Аэропорт» (1970), «Вторжение гигантских пауков» (1975) и «Большая среда» (1978). В конце 1940-х она также была активна на радио «RKO».
Настоящего успеха Хейл добилась на телевидении, где исполнила роль Деллы Стрит — всезнающей секретарши адвоката Перри Мейсона в одноимённом культовом сериале. В этой роли она появлялась на телеэкранах с 1957 по 1966 год, а с 1985 года исполнила её ещё в 30 телевизионных фильмах из той же серии. Телесериал был настолько успешным, что актриса дважды номинировалась на премию «Эмми» и получила заветную награду в 1959 г. Она также стала обладательницей звезды на Голливудской аллее славы за свой вклад в телевидение.
В 1946 г. вышла замуж за актёра Билла Уильямса, звезду телесериала «Приключения Кита Карсона». От этого брака у неё появилось трое детей, в том числе сын Уильям Кэтт, ставший, как и мать актёром. Брак Хейл и Уильямса продлился 46 лет до смерти Билла в 1992 году от глиобластомы. У актрисы и самой несколько раз диагностировали наличие опухоли, но благодаря своевременным операциям болезнь удавалось победить. Была одной из приверженцев веры Бахаи.

## Награды
- Эмми 1959 — «Лучшая актриса второго плана в драматическом сериале» («Перри Мейсон»)